# Langenwerder
Langenwerder ist eine kleine, unbewohnte und unter Naturschutz stehende Insel vor der deutschen Ostseeküste. Sie liegt nahe der Insel Poel nördlich von Gollwitz, einem Ortsteil der Gemeinde Insel Poel. Sie wird von der Insel durch das flache Kuhlenloch getrennt. Von der Halbinsel Boiensdorfer Werder des Festlandes trennt sie die Bucht Gollwitz. Entstanden ist der Langenwerder im Rahmen der Littorina-Transgression vor mehreren Tausend Jahren als Strandwall, der noch heute aktiv im Rahmen von Küstenausgleichsprozessen geformt wird.
Die einzigen Gebäude der Insel ist die 1935/36 errichtete Vogelwärterstation, die an der Nordwestküste der Insel steht.

## Naturschutz

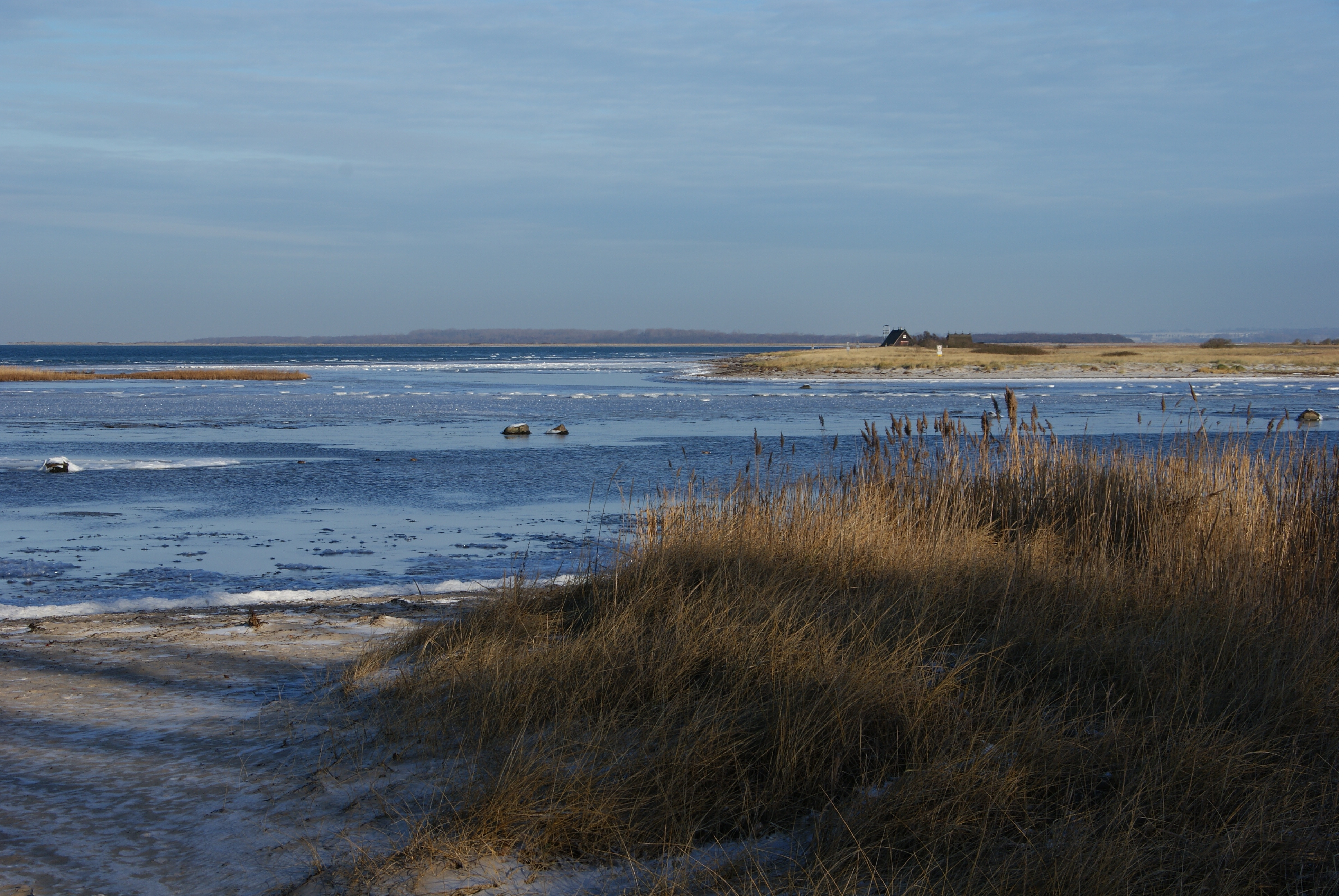
Nordufer mit Vogelwärterhütte

Die Insel Langenwerder als Teil der Wismarer Bucht

Der Langenwerder gehört zur Landschaftseinheit Wismarbucht, welche nach EU-Recht als FFH-Gebiet und Vogelschutzgebiet eingestuft ist. Ein umfangreicher Managementplan zur Abstimmung zwischen den Belangen von Naturschutz, Wassersport und Fischerei wurde im Jahr 2006 erarbeitet. Die Insel selbst ist mit den umliegenden Flachwasserbereichen seit dem 23. Juni 1924 als Naturschutzgebiet ausgewiesen. Der Schutzzweck besteht darin, die Insel als Lebensraum der Küstenvogelwelt zu bewahren, welche dominiert wird von Möwen, Enten und Seeschwalben. Typische Biotope im Naturschutzgebiet sind Dünen, Salzwiesen und marine Block- und Steingründe. Hervorhebenswerte Brutvögel sind Zwerg-, Brand- und Küstenseeschwalbe, Austernfischer, Sandregenpfeifer und Rotschenkel sowie die Brandgans. Betreut wird das Schutzgebiet vom Verein Langenwerder zum Schutz der Wat- und Wasservögel e. V.
Der aktuelle Gebietszustand wird durch zahlreiche Störungen der umliegenden Gewässerbereiche durch Wassersport und Angler nur als befriedigend eingestuft.
Das Betreten der 800 Meter langen und 500 Meter breiten Ostseeinsel ist grundsätzlich nicht gestattet.